# Lekkoatletyka na Letnich Igrzyskach Olimpijskich 2020 – rzut młotem mężczyzn
Turniej mężczyzn w rzucie młotem podczas XXXII Letnich Igrzysk Olimpijskich w Tokio odbył się w dniach 2-4 sierpnia 2021. Do rywalizacji przystąpiło 31 sportowców z 21 krajów. Areną zawodów był Stadion Olimpijski w Tokio. Mistrzem olimpijskim został Polak Wojciech Nowicki, wicemistrzem Norweg Eivind Henriksen, a brąz zdobył Polak Paweł Fajdek.
Był to 28. olimpijski konkurs rzutu młotem mężczyzn.

## Terminarz
godziny zostały podane w czasie japońskim (UTC+9) oraz polskim (CEST)
| Data            | Godzina rozpoczęcia | Godzina rozpoczęcia |                       |
| Data            | UTC+09:00           | CEST                |                       |
| --------------- | ------------------- | ------------------- | --------------------- |
| 2 sierpnia 2021 | 9:00                | 2:00                | kwalifikacje, grupa A |
| 2 sierpnia 2021 | 10:30               | 3:30                | kwalifikacje, grupa B |
| 4 sierpnia 2021 | 20:15               | 13:15               | finał                 |

## System rozgrywek
W kwalifikacjach każdy z zawodników mógł oddać trzy rzuty. Aby uzyskać awans do finału należało uzyskać minimum kwalifikacyjne - 77,50 m. Jeżeli minimum kwalifikacyjne uzyskało mniej niż 12 sportowców, to kwalifikacje uzyskiwali zawodnicy, którzy oddali najdalsze rzuty, tak aby liczba finalistów wyniosła 12.
W finale zawodnicy mogli oddać sześć z rzutów, z wyjątkiem czterech młociarzy, którzy po trzech próbach osiągnęli najniższe wyniki i byli po nich eliminowani z dalszej konkurencji. Do ostatecznego wyniku zaliczano jeden, najdalszy rzut oddany przez zawodnika w finale (rzuty w kwalifikacjach nie były brane pod uwagę).

## Rekordy
Przed rozpoczęciem zawodów aktualny rekord świata i rekord olimpijski były następujące:
| WR | Jurij Siedych     | 86.74 m | Stuttgart | 30 sierpnia 1986 |
| OR | Siergiej Litwinow | 84.80 m | Seul      | 26 września 1988 |

## Wyniki

### Kwalifikacje
| Pozycja | Grupa | Zawodnik               | Państwo                     | 1     | 2     | 3     | Odległość | Uwagi |
| ------- | ----- | ---------------------- | --------------------------- | ----- | ----- | ----- | --------- | ----- |
| 1       | B     | Wojciech Nowicki       | Polska                      | 79.78 | —     | —     | 79.78     | Q     |
| 2       | B     | Rudy Winkler           | Stany Zjednoczone           | 76.39 | 78.81 | —     | 78.81     | Q     |
| 3       | B     | Eivind Henriksen       | Norwegia                    | 78.79 | —     | —     | 78.79     | Q     |
| 4       | A     | Quentin Bigot          | Francja                     | 76.10 | 78.73 | —     | 78.73     | Q     |
| 5       | A     | Mychajło Kochan        | Ukraina                     | 76.82 | 78.36 | —     | 78.36     | Q     |
| 6       | A     | Nick Miller            | Wielka Brytania             | x     | 76.93 | x     | 76.93     | q     |
| 7       | B     | Javier Cienfuegos      | Hiszpania                   | 72.76 | 75.56 | 76.91 | 76.91     | q     |
| 8       | A     | Eşref Apak             | Turcja                      | 75.87 | 76.76 | 75.15 | 76.76     | q     |
| 9       | A     | Paweł Fajdek           | Polska                      | 74.28 | x     | 76.46 | 76.46     | q     |
| 10      | A     | Serghei Marghiev       | Mołdawia                    | 74.31 | 72.25 | 75.94 | 75.94     | q     |
| 11      | A     | Walerij Pronkin        | Rosyjski Komitet Olimpijski | 75.09 | 75.80 | 75.80 | 75.80     | q     |
| 12      | B     | Daniel Haugh           | Stany Zjednoczone           | x     | x     | 75.73 | 75.73     | q     |
| 13      | A     | Gabriel Kehr           | Chile                       | 74.46 | 72.61 | 75.60 | 75.60     |       |
| 14      | A     | Bence Halász           | Węgry                       | 75.39 | x     | 75.03 | 75.39     |       |
| 15      | A     | Diego del Real         | Meksyk                      | x     | 73.32 | 75.17 | 75.17     |       |
| 16      | A     | Alex Young             | Stany Zjednoczone           | 75.09 | 75.02 | x     | 75.09     |       |
| 17      | B     | Humberto Mansilla      | Chile                       | 73.17 | 74.76 | 72.77 | 74.76     |       |
| 18      | A     | Iwan Cichan            | Białoruś                    | 72.48 | 74.57 | x     | 74.57     |       |
| 19      | B     | Juryj Wasilczanka      | Białoruś                    | x     | 73.27 | 74.00 | 74.00     |       |
| 20      | B     | Hlib Piskunow          | Ukraina                     | 72.42 | 73.37 | 73.84 | 73.84     |       |
| 21      | B     | Tristan Schwandke      | Niemcy                      | 72.92 | 72.74 | 73.77 | 73.77     |       |
| 22      | B     | Michail Anastasakis    | Grecja                      | 73.52 | 73.22 | x     | 73.52     |       |
| 23      | B     | Mostafa El Gamel       | Egipt                       | 72.13 | 72.76 | 71.85 | 72.76     |       |
| 24      | B     | Marcel Lomnický        | Słowacja                    | 71.17 | x     | 72.52 | 72.52     |       |
| 25      | A     | Christos Frantzeskakis | Grecja                      | 72.19 | x     | 70.64 | 72.19     |       |
| 26      | B     | Ashraf Amgad El-Seify  | Katar                       | 71.84 | x     | x     | 71.84     |       |
| 27      | A     | Hleb Dudarau           | Białoruś                    | x     | 71.04 | 71.60 | 71.60     |       |
| 28      | B     | Taylor Campbell        | Wielka Brytania             | x     | 71.34 | x     | 71.34     |       |
| 29      | A     | Suhrob Xoʻjayev        | Uzbekistan                  | 70.87 | x     | 71.26 | 71.26     |       |
| 30      | B     | Mergen Mamedov         | Turkmenistan                | 62.93 | 67.41 | 67.53 | 67.53     |       |
| 31      | B     | Özkan Baltacı          | Turcja                      | 63.63 | r     | —     | 63.63     |       |

### Finał
| Pozycja | Zawodnik          | Państwo                     | 1     | 2     | 3     | 4     | 5     | 6     | Odległość | Uwagi |
| ------- | ----------------- | --------------------------- | ----- | ----- | ----- | ----- | ----- | ----- | --------- | ----- |
| złoto   | Wojciech Nowicki  | Polska                      | 81.18 | 81.72 | 82.52 | 81.39 | 82.06 | x     | 82.52     | PB    |
| srebro  | Eivind Henriksen  | Norwegia                    | 79.18 | 79.06 | 80.31 | 77.78 | 81.58 | 80.02 | 81.58     | NR    |
| brąz    | Paweł Fajdek      | Polska                      | 77.58 | 78.58 | 78.83 | 78.04 | 81.53 | 79.66 | 81.53     |       |
| 4       | Mychajło Kochan   | Ukraina                     | 77.91 | 80.39 | x     | 79.79 | 78.81 | 77.52 | 80.39     |       |
| 5       | Quentin Bigot     | Francja                     | 77.93 | 79.39 | 78.30 | 78.84 | x     | 75.78 | 79.39     |       |
| 6       | Nick Miller       | Wielka Brytania             | 77.88 | x     | 77.46 | 77.64 | x     | 78.15 | 78.15     |       |
| 7       | Rudy Winkler      | Stany Zjednoczone           | 77.08 | x     | 75.95 | x     | 75.34 | x     | 77.08     |       |
| 8       | Walerij Pronkin   | Rosyjski Komitet Olimpijski | 76.72 | x     | x     | x     | 75.97 | 74.73 | 76.72     |       |
| 9       | Eşref Apak        | Turcja                      | 76.22 | 76.71 | 74.28 | NQ    | NQ    | NQ    | 76.71     |       |
| 10      | Javier Cienfuegos | Hiszpania                   | 74.62 | x     | 76.30 | NQ    | NQ    | NQ    | 76.30     |       |
| 11      | Daniel Haugh      | Stany Zjednoczone           | x     | 76.22 | x     | NQ    | NQ    | NQ    | 76.22     |       |
| 12      | Serghei Marghiev  | Mołdawia                    | 73.28 | 75.24 | 74.95 | NQ    | NQ    | NQ    | 75.24     |       |